# Жибоу
Жибоу (рум. Jibou, венг. Zsibó) — город в Румынии в составе жудеца Сэлаж.

## История
Это был важный остановочный пункт на путях транспортировки соли. Впервые упоминается в документах в 1219 году.
В 1584 году здесь был построен замок рода Вешшеленьи. Благодаря деятельности Миклоша Вешшеленьи эти места в первой половине XIX века активно развивались. В 1890 году сюда пришла железная дорога.
В 1968 году коммуна Жибоу получила статус города.

## Известные уроженцы
- Миклош Вешшеленьи (1796—1850) — барон, венгерский политический деятель.
- Штефан Бирталан (род.1948) — гандболист, тренер и государственный деятель в сфере спорта.